# Вісперінг Сміт
Ві́сперінг Сміт (англ. Whispering Smith), справжнє ім'я Мо́зес Сміт (англ. Moses Smith; 25 січня 1932, Брукгевен, Міссісіпі — 28 квітня 1984, Батон-Руж, Луїзіана) — американський блюзовий співак і музикант (губна гармоніка). Співпрацював з Лайтніном Слімом і Сіласом Хоганом.

## Біографія
Мозес Сміт народився 25 січня 1932 року в Брукгевені, штат Міссісіпі.
На початку 1960-х років акомпанував на губній гармоніці у записах Лайтніна Сліма і Сіласа Хогана на лейблі Excello Records. З 1963 року почав записуватися самостійно (студія Excello якого розташовувалась у Краулі, штат Луїзіана). Лейбл, продюсером якого був Джей-Ді Міллер, випустив його сингли «Mean Woman Blues», «I Tried So Hard», «I Can't Take It No More» і «Don't Leave Me Baby» з інструментальними композиціями «Live Jive» і «Hound Dog Twist».
У 1971 році Excello випустив єдиний студійний альбом Сміта Over Easy (наступного року альбом був перевиданий у Великій Британій на Blue Horizon). У 1970-х роках гастролював в Європі, виступав на джазовому фестивалі у Монтре в Швейцарії (акомпанував Лайтніну Сліму на гармоніці).
Помер 28 квітня 1984 року у віці 52 років у Батон-Руж, штат Луїзіана.

## Дискографія

### Альбоми
- Over Easy (Excello, 1971)

### Сингли
- «Mean Woman Blues»/«Hound Dog Twist» (Excello, 1963)
- «Don't Leave Me Baby»/«Live Jive» (Excello, 1963)
- «Cryin' Blues»/«I Tried So Hard» (Excello, 1964)
- «I Can't Take It No More»/«Baby You're Mine» (Excello, 1964)